# Una Limosna por el Amor de Dios
Una Limosna por el Amor de Dios (in italiano: Un'elemosina per amore di Dio), conosciuta anche con i titoli alternativi Último Trémolo e La Última Canción, è un brano per chitarra classica composto dal chitarrista e compositore paraguaiano Agustín Barrios Mangoré. È considerato uno dei capolavori del repertorio chitarristico, nonché una delle ultime e più toccanti composizioni di Barrios.

## Titoli alternativi
Il brano è conosciuto anche con i seguenti titoli:
- Último Trémolo – utilizzato frequentemente nelle edizioni moderne, in riferimento alla tecnica predominante del tremolo.[2]
- La Última Canción – titolo evocativo che sottolinea il carattere intimistico e testamentario della composizione.[1]

## Storia
La composizione di Una Limosna por el Amor de Dios risale agli ultimi anni della vita di Barrios, segnati da difficoltà economiche e problemi di salute. Secondo alcune testimonianze, l’ispirazione nacque da un’anziana donna che bussava alla sua porta chiedendo l'elemosina "per amore di Dio". L’opera riflette profondamente la spiritualità e la condizione esistenziale del compositore.
Il brano venne pubblicato postumo ed entrò rapidamente nel repertorio canonico della chitarra classica.

## Struttura musicale
Una Limosna por el Amor de Dios è scritto in forma libera ed è uno dei più celebri esempi di Tremolo (tecnica chitarristica). Il tremolo consiste nella rapida ripetizione di una stessa nota melodica con le dita anulare, medio e indice della mano destra, mentre il pollice accompagna con arpeggi nei bassi.
La composizione si caratterizza per un andamento dolce e malinconico, senza una struttura formale rigida, creando un'atmosfera sospesa e meditativa. L'uso raffinato delle modulazioni e delle dinamiche intensifica l'emotività dell'opera.

## Confronti con altri brani
Una Limosna por el Amor de Dios è spesso paragonato a Recuerdos de la Alhambra di Francisco Tárrega, anch'esso basato sulla tecnica del tremolo. Tuttavia, mentre Tárrega punta a un effetto impressionistico evocativo, Barrios impiega il tremolo come veicolo di espressione spirituale e compassione umana.

## Arrangiamenti
Oltre alla versione originale per chitarra sola, Una Limosna por el Amor de Dios è stato oggetto di numerosi arrangiamenti.
In particolare:
- Il violista italiano Marco Misciagna ha realizzato un arrangiamento per viola sola, adattando la tecnica del tremolo alle caratteristiche dello strumento ad arco e mantenendo il carattere lirico della composizione.[5] Questa versione è stata successivamente registrata e pubblicata da Misciagna.[6]
- Il violinista canadese Kerson Leong ha trascritto ed eseguito Una Limosna por el Amor de Dios per violino solo, creando una versione virtuosistica che utilizza l'arco rapido per imitare il tremolo chitarristico.[7]

Entrambi gli arrangiamenti sono stati accolti positivamente per la loro capacità di rispettare lo spirito e l'intensità emotiva dell'opera originale.